# 薩利納圖爾達鹽礦

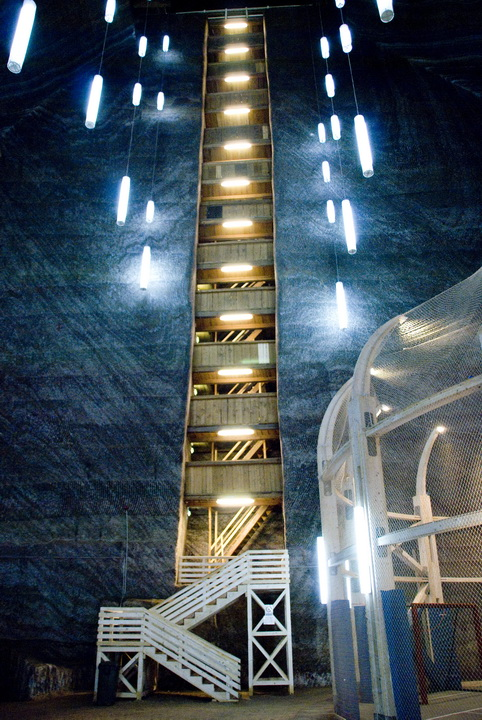
薩利納圖爾達鹽礦

薩利納圖爾達鹽礦（匈牙利語：Tordai sóbánya）是位於羅馬尼亞西北部克盧日縣城市圖爾達的一座鹽礦。自1992年開始，該鹽礦開放觀光。2017年，鹽礦吸引了618,000名羅馬尼亞國內外遊客。

## 外部連結
- Official site （页面存档备份，存于）
- （羅馬尼亞語） Turda Salt Mine Photos （页面存档备份，存于）
- （羅馬尼亞語） Turda Salt Mine Wallpapers （页面存档备份，存于）
- （德語） Eine Reise ins goldene Land Rumäniens （页面存档备份，存于）
- （英語） Turda Salt Mine （页面存档备份，存于）

46°35′16″N 23°47′15″E / 46.5877084°N 23.7873963°E